# و عشق اتفاق افتاد
و عشق اتفاق افتاد (به هندی: Aur Pyaar Ho Gaya) یا و عاشق شد فیلمی محصول سال ۱۹۹۷ و به کارگردانی راهول راول است. در این فیلم بازیگرانی همچون بابی دیول، آیشواریا رای، شامی کاپور، انوپم کهیر، نصرت فتح‌علی خان، سانی دیول ایفای نقش کرده‌اند.